# Cosmosoma angustimargo
Cosmosoma angustimargo là một loài bướm đêm thuộc phân họ Arctiinae, họ Erebidae.